# یواس‌اس ای‌آردی-۱۷
یواس‌اس ای‌آردی-۱۷ (به انگلیسی: USS ARD-17) یک کشتی بود که طول آن ۴۹۲ فوت (۱۵۰ متر) بود. این کشتی در سال ۱۹۴۴ ساخته شد.